# Beamud
Beamud es un municipio y localidad española de la provincia de Cuenca, en la comunidad autónoma de Castilla-La Mancha. El término municipal tiene una población de 48 habitantes (INE 2024).

## Geografía
Beamud se encuentra a unos 10 km del embalse de La Toba y de Valdemeca. Cuenta con un clima mediterráneo frío.

## Historia
A mediados del siglo XIX, el lugar tenía contabilizada una población de 234 habitantes. La localidad aparece descrita en el cuarto volumen del Diccionario geográfico-estadístico-histórico de España y sus posesiones de Ultramar de Pascual Madoz de la siguiente manera: 

BEAMUD: v. con ayunt. en la prov., adm. de rent. y dióc. de Cuenca [5 leg.], part. jud. de Cañete, aud. terr. de Albacete, c. g. de Madrid: sit. en un barranco al pie sept. de 2 montañas, donde la baten todos los vientos; goza de cielo alegre, despejada atmósfera y clima saludable: tiene 61 casas inclusa la consistorial; cárcel, pósito, escuela de primeras letras suficientemente dotada, á la que asisten de 15 á 20 niños de ambos sexos, é igl. parr. servida por un cura. Confina el térm. por N. con Huélamo; E. Valdemeca: S. Valdemoro, y O. con sierra de Cuenca: el terreno participa mas de monte que de llano, y brotan en él varias fuentes de esquisitas aguas que sirven para el surtido del vecindario, abrevadero de ganados y riego de los cortos pedazos de tierra que permite la desigualdad del terreno; se cultivan sobre 500 fan. de toda clase y lo restante son montes del comun, útiles para pastos y maderas de construccion. Los caminos son de pueblo á pueblo y se hallan en mediano estado. Prod.: trigo, cebada, escaña, bellota, cáñamo, judias, otras legumbres y hortalizas; cria ganado vacuno, lanar y cabrio: pobl.: 59 vec., 234 habit. dedicados á la agricultura, ganaderia, carboneo y tejido de lienzos caseros: Cap. prod.: 476,280 rs.: imp.: 23,814 rs.; importe de los consumos 1,176 rs. 33 mrs. El presupuesto municipal, que asciende á 1,459 rs., se cubre con 450 de propios y arbitrios, y el déficit por reparto vecinal.
(Madoz, 1846, p. 95)

## Demografía
Beamud cuenta con una población de 48 habitantes (INE 2024).
| Gráfica de evolución demográfica de Beamud entre 1842 y 2021                                                        |
| |
| Población de derecho según los censos de población del INE Población de hecho según los censos de población del INE |

## Administración

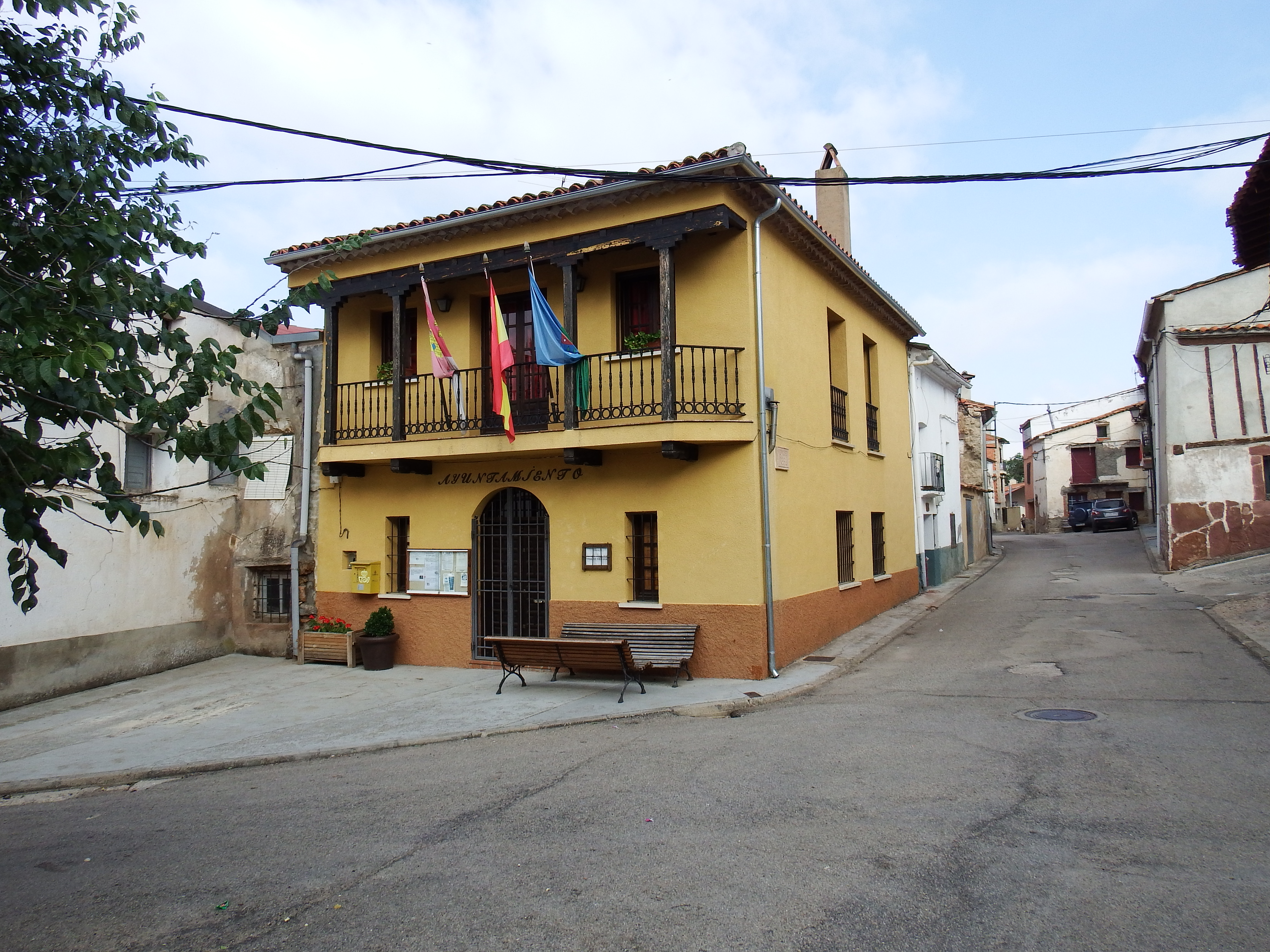
Casa consistorial

| Periodo   | Nombre                | Partido |
| --------- | --------------------- | ------- |
| 2003-2007 | Feliciano Muñoz Muñoz | PSOE    |
| 2007-2011 | César Igualada Muñoz  | PSOE    |

## Patrimonio
Hay una iglesia parroquial bajo la advocación de Santiago. El notable edificio se hallaba en estado ruinoso, habiendo sido recuperado por iniciativa de la «Hermandad de San Antonio», una entidad local que ha contado con los donativos del vecindario e hijos del lugar emigrados. Durante la Revolución Española de 1936, el templo sufrió la destrucción de algunos altares, las imágenes fueron troceadas y quemadas, así como el Archivo Parroquial, situado en la casa del curato.

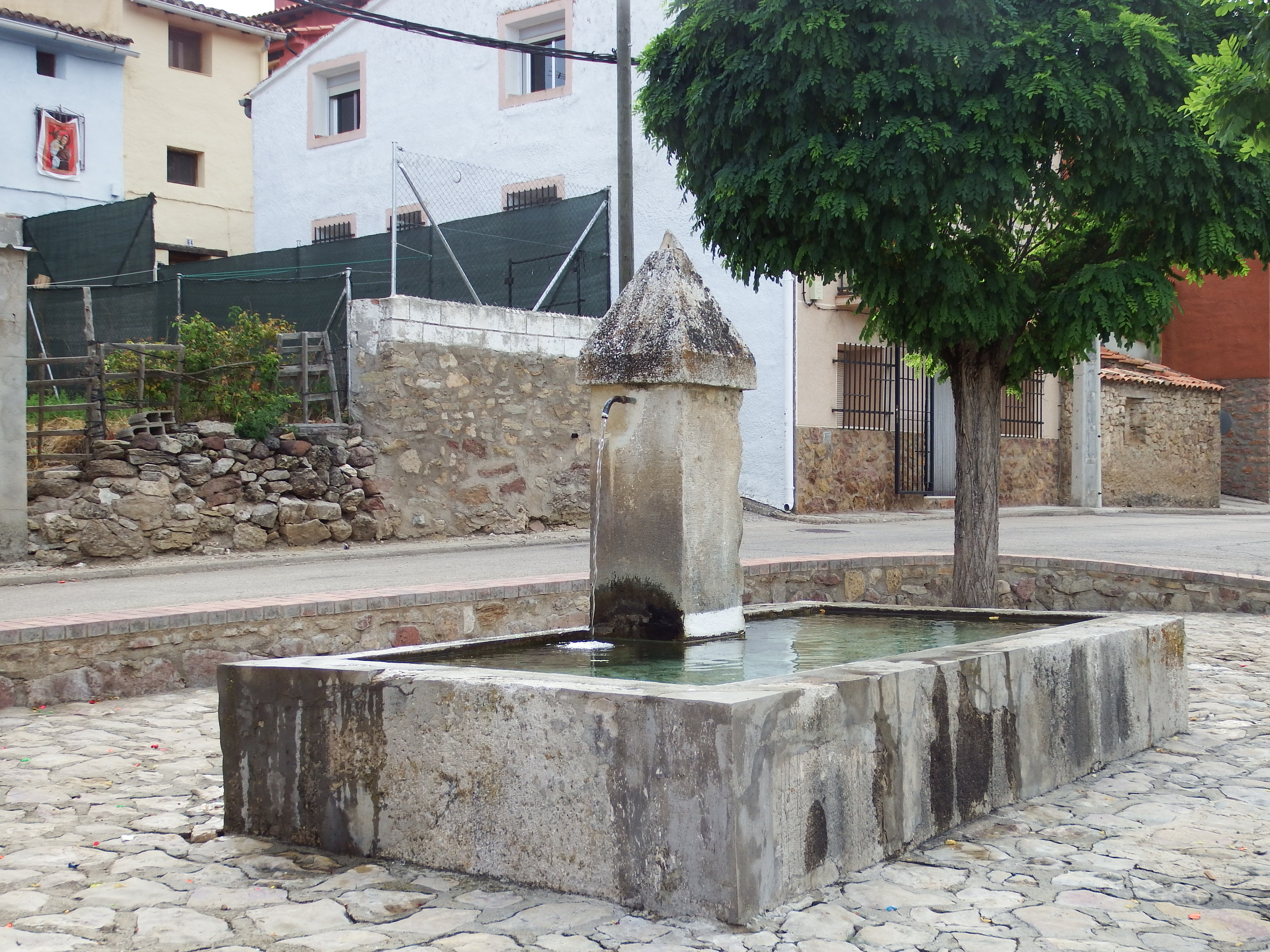
Pilón

También hay una casa consistorial, además de la casa de la cueva, Las Eras, las escuelas, la fuente (el pilón) y el palacio.

## Fiestas
Se celebran a mitad de agosto, por San Antonio de Padua. Las actividades más comunes son: La Joya (carrera), los bolos, el fútbol, el tiro de barra y la carrera del candil.